# Traute Hartwig
Traute Hartwig (* 6. September 1914 in Voitsberg, Steiermark; † 23. September 1999 in Graz) war eine österreichische Politikerin (SPÖ).

## Leben
Traute Hartwig wurde am 6. September 1914 in der weststeirischen Stadt Voitsberg geboren. Sie besuchte die Volksschule und danach das Gymnasium in Graz, hier maturierte sie mit Auszeichnung. Das darauffolgende Lehramtsstudium für Deutsch und Latein an der Universität Graz schloss sie 1937 mit dem Titel Magister ab. Ab 1945 war sie Lehrerin am Pestalozzi-Bundesgymnasium für Mädchen in Graz, 1970 wurde sie Landesschulinspektorin für die allgemeinbildenden höheren Schulen in der Steiermark.
Von 1953 bis 1966 war sie Gemeinderätin in Graz, anschließend in den drei Perioden von 1965 bis 1978 Abgeordnete des Steirischen Landtages. Angelobt wurde sie am 14. Juni 1966, wo sie auch die Mitgliedschaften in Fürsorge- und Kontrollausschuss von Stefanie Psonder übernahm. Ab 1970 war sie auch Schriftführerin im Landtag.
Daneben war sie Ersatzmitglied des Österreichischen Bundesrates. Auf eine Nachrückung auf ein frei gewordenes Bundesratsmandat verzichtete sie 1973. Als Ersatzmitglied für den Bundesrat wurde sie 1974 wiedergewählt, diese Funktion legte sie 1976 zurück.

## Ehrungen
- 1989: Bürgerin von Graz[6]